# Erik Norman Svendsen
Erik Norman Svendsen (født 27. januar 1941 i København) er en dansk gejstlig, forhenværende kongelig konfessionarius og biskop over Københavns Stift fra 1992 til 2009.

## Karriere
Norman Svendsen blev student fra Efterslægtens Gymnasium i 1960 og cand.theol. i 1968 fra Københavns Universitet. Han var konstitueret residerende kapellan ved Sundkirken (Sundkirkens Sogn) 1968-1969. Han virkede herefter som timelærer i religion ved Efterslægtens Gymnasium 1969-1972 og residerende kapellan ved Brønshøj Kirke (Brønshøj Sogn) 1969-1973, før han i 1973 blev sognepræst ved Skovlunde Kirke (Skovlunde Sogn), hvor han virkede til 1979. 1980-1986 var han generalsekretær og præst i Kirkefondet. 1986 blev han på ny sognepræst, denne gang i Dragør Sogn og blev samtidig provst for Københavns Søndre Provsti. I 1992 blev han provst for Amagerland Provsti.
Han blev formand for salmebogskommissionen og skulle sikre nyudgivelsen af DDS.
Han viede Kronprins Frederik og Kronprinsesse Mary i Københavns Domkirke den 14. maj 2004 og døbte deres søn Prins Christian den 21. januar 2006 i Christiansborg Slotskirke, deres datter Prinsesse Isabella den 1. juli 2007 i Fredensborg Slotskirke, og deres tvillinger Prins Vincent og Prinsesse Josephine den 14. april 2011 i Holmens Kirke. Han viede også Prins Joachim og Marie Cavalier i Møgeltønder Kirke lørdag den 24. maj 2008. Han blev kommandør af 1. grad af Dannebrogordenen d. 1. januar 2006.
Fra 1. marts 2008 til 31. marts 2018 varetog han hvervet som kongelig konfessionarius efter Christian Thodberg. Det betyder, han var dronningens personlige sjælesørger og kongehusets egen præst. Som konfessionarius var han knyttet til Garnisons Kirke som hjælpepræst. Han efterfulgtes som konfessionarius af Henrik Wigh-Poulsen. Han afløstes som biskop 31. august 2009 af Peter Skov-Jakobsen.
Siden april 2009 har han desuden været formand for Folkekirkens Nødhjælps Råd.

## Udgivelser
Han har udgivet bøgerne Thomas Kingo, salmer og samtid, 1990, Salmer til tiden, 2003, Syng for Livet. En guide til salmebiogen, 2008
og Fra Nørrebro til Nørregade, 2010.

## Antikommunistisk virke
Som student var Norman Svendsen til et møde til Studenterforeningen, hvor han hørte en konservativ politiker tale. Han blev overbevist og meldte sig ind i Konservativ Ungdom som kun 15-årig, idet han løj sig et år yngre, end han var. Han blev landsformand for Konservative Gymnasiaster. Hans antikommunisme blev især vakt af opstanden i Ungarn 1956, og i 1960 blev han af Jørgen Hagel fra Konservativ Ungdom rekrutteret til antikommunistisk virksomhed. Erik Norman Svendsen blev en del af Arne Sejrs efterretningsorganisation Frihed og Folkestyre. Under dæknavnet "Frede Nielsen" og dækadressen "Magasin London", Rosenvængets Allé 1, København, kortlagde Norman Svendsen danske kommunisters færden. Han samlede relevante avisudklip om DKP-medlemmer, han registrerede nøglepersoner inden for dansk kommunisme og noterede danske kommunisters rejseaktivitet i DDR.
I 1962 fik Norman Svendsen sin ilddåb, idet han kom på en særlig opgave i udlandet. Han skulle modvirke kommunistisk infiltration af den Internationale Ungdomsfestival i Helsinki. Samme år opbyggede den hollandske agent C.C. van den Heuvel organisationen Interdoc, som skulle stå for modkampagner mod kommunismen og kurser i psykologisk krigsførelse. Norman Svendsen kom på et sådant kursus hos NATO i Valenciennes.
Norman Svendsens antikommunistiske engagement ophørte i 1972, da Frihed og Folkestyre blev opløst. I 1998 begravede biskoppen Arne Sejr fra Skovshoved Kirke, og han stod også for begravelsen af Jørgen Hagel.
I 2013 stod han offentligt frem og berettede om sin efterretningsvirksomhed. Han udtale bl.a. om mødet i Studenterforeningen:"Jeg hørte en politiker fra Konservativt Folkeparti tordne mod sovjetregimets fremfærd, og fra den dag stod det lysende klart for mig, at det, der foregik på den anden side af Jerntæppet, var dybt uretfærdigt. Kommunismen var farlig og skulle bekæmpes."